# Ronan Point
Ronan Point byla 22-patrová výšková budova v londýnské části Canning Town v Newham, která se dva měsíce po otevření částečně zhroutila. Příčinou částečného kolapsu budovy byl výbuch plynu, který poškodil některé z nosných zátěžových stěn a za následek měl zhroucení jedné z rohů místnosti. Tato událost u Britů vyvolala menší sebejistotu u výškových obytných budov a také značné změny v Britských stavebních předpisech.   

## Výstavba
Ronan Point, pojmenovaný po náměstku starosty Harry Ronanovi (bývalém předsedovi bytového výboru londýnské čtvrti Newham), byl součástí vlny staveb prefabrikovaných domů ve Velké Británii, které byly v 60. letech levné, cenově dostupné pro obyvatele West Hamu a okolních částí Londýna. Výšková budova byla navržena Taylorem Woodrow Anglianem, pomocí prefabrikace. Na budování domu byla použita soustava Larsen & Nielsen, která se používala i v České republice.
Výstavba začala v roce 1966 a budova byla dokončena 11. března 1968.

## Kolaps
Přibližně v 5:45 ráno 16. května 1968, obyvatelka domu Ivy Hodge vešla do své kuchyně v rohovém bytě (číslo 90) v 18. poschodí, aby si na plynovém sporáku uvařila vodu na čaj. Pustila plyn a škrtla zápalkou. Došlo k výbuchu plynu a poškození nosné zátěžové stěny, která podpírala čtyři byty nad bytem č. 90. Předpokládá se, že problém byl v spojovacím místě stěny a podlahy. Boční stěny rohových místností v 19. až 22. poschodí se zbortily a padající trosky z horních poschodí způsobily kolaps jihovýchodní strany věžového domu.
Z 260 obyvatel domu čtyři zemřeli a 17 dalších bylo zraněno, včetně mladé matky, která uvízla na úzké římse poté, co se skoro celý její obývací pokoj propadl. Tři ze čtyř bytů nad místem výbuchu byly neobyvatelné. Paní Hodge, která byla výbuchem odhozena od bortících se stěn, zázrakem přežila.

## Griffithsovo šetření
Ihned po kolapsu budovy, vláda nařídila vyšetřování vedená Hughem Giffithsem. Byly zjištěny problémy zapříčiněné tlakem na zdivo následkem výbuchu, a dále požárem, větrem, a to i přes to, že při projektování a výstavbě byly dodrženy normy a regulace. Měli se provést tato opatření:
- Dodávky plynu by měly být odpojeny od stávajících vysokých budov, do doby než budou tyto zpevněny.
- Měl by být zvážen požadavek oznamovat plynárenskému úřadu nová plynová zařízení.
- Je třeba zvážit zlepšení ventilace ve vysokých budovách.
- Měly by být přezkoumány předpisy pro skladování výbušných materiálů ve vysokých budovách.
- Všechny výškové budovy nad šest podlaží by měl posoudit statik.
- V případě potřeby by měly být zpevněny vysoké budovy.
- Projektanti nových vysokých bloků by je měli navrhnout tak, aby nebyly náchylné k postupnému zhroucení.
- Projektanti by měli vzít v úvahu nedávný výzkum frekvence a působení vysokých rychlostí větrů atd.
- Projektanti by měli vzít v úvahu účinky požárů na konstrukční chování budov.

## Následná přestavba a pozdější demolice
Ronan Point byl po explozi částečně opraven. Při opravě byly použity pevnější spáry mezi částmi zdí a podlah. Stavební normy byly pozměněny tak, aby žádný z podobných projektů nebyl v budoucnu povolen. Důvěra veřejnosti v bezpečné bydlení v obytných věžích však byla nenapravitelně poškozena.
Architekt Sam Webb, který dal výsledky pro Griffithsovo vyšetřování, předpověděl že za přibližně patnáct let Ronan Point bude mít strukturální problémy a zhroutí se. Webbovy obavy nakonec vedly městskou radu k evakuování budovy a k demolici budovy v roce 1986. Když demolice skončila, šokovaly  Webba praskliny na nosných stěnách ve spodních patrech. Pokud by nastal větší tlak na tyto místa při vichřici (třeba při Velké vichřici 1987, jeden rok po demolici)  budova by nevydržela a zhroutila by se.